# TT La Tronche-Meylan-Grenoble
Le Tennis de Table la Tronche Meylan Grenoble est un club français de tennis de table situé à La Tronche dans la banlieue de Grenoble. Le club a par la suite développé son activité vers Meylan, autre ville de la banlieue et Grenoble.

## Histoire du club
Le Ping Pong Club de La Tronche fut créé en 1967. Grâce au dynamisme de ses dirigeants et la qualité de ses joueurs, le PPCLT atteint 9 ans plus tard l'élite de l'époque, la Nationale 1 Masculine. Le club y restera 11 années d'affilée et atteindra son apogée la dernière saison à la 4e place du championnat. Ne pouvant suivre le rythme financier imposé par la FFTT, le club abandonne le Nationale 1 et se consacre à son développement qui s'entendra jusqu'à Meylan à la fin des années 90. Le club devient alors le TTTM et les efforts des dirigeants aboutiront en 2005 à la création de la salle spécifique tant attendu par le club. Récemment, le club étend ses activités jusqu'à Grenoble et devient le TTTMG. Aujourd'hui, l'équipe fanion messieurs évolue en Nationale 1, l'équivalent de la 3ème division nationale.

## Palmarès
- 11 saisons en Nationale 1 entre 1976 et 1987
- 4e du Nationale 1 en 1987